# Jordan Knight
Jordan Nathaniel Marcel Knight, född 17 maj 1970 i Worcester, Massachusetts, USA, är en amerikansk sångare. Han är mest känd som en av medlemmarna i New Kids on the Block men har även släppt flera skivor som soloartist.

## Diskografi

### Solo
Studioalbum
- 1999 – Jordan Knight
- 2006 – Love Songs
- 2011 – Unfinished

Remix album
- 2004 – Jordan Knight Performs New Kids on the Block: The Remix Album

EP
- 2005 – The Fix

### Med New Kids on the Block
Studioalbum
- 1986 – New Kids on the Block
- 1988 – Hangin' Tough
- 1989 – Merry, Merry Christmas
- 1990 – Step by Step
- 1994 – Face the Music
- 2008 – The Block
- 2013 – 10

EP
- 2017 – Thankful

Singlar (topp 10 på Billboard Hot 100)
- 1988 – "Please Don't Go Girl" (#10)
- 1988 – "You Got It (The Right Stuff)" (#3)
- 1989 – "I'll Be Loving You (Forever)" (#1)
- 1989 – "Hangin' Tough" (#1)
- 1989 – "Cover Girl" (#2)
- 1989 – "Didn't I (Blow Your Mind This Time)" (#8)
- 1989 – "This One's for the Children" (#7)
- 1990 – "Step by Step" (#1)
- 1990 – "Tonight" (#7)

### Med NKOTBSB
Samlingsalbum
- 2011 – NKOTBSB (New Kids on the Block & Backstreet Boys)